# Hans Reygwart
Johannes P.Th. ("Hans") Reijgwart (19 augustus 1949) is een Nederlands voormalig voetbalscheidsrechter die van 1986 tot 1997 in de Eredivisie floot. Hij maakte zijn debuut in de hoogste afdeling op 24 mei 1986 in het duel tussen AZ '67 en Haarlem (1-1). Reijgwart deelde in die wedstrijd één gele kaart uit en wel aan Luc Nijholt van Haarlem.
Na zijn carrière als scheidsrechter ging Reijgwart als afgevaardigde en observant aan de slag bij de UEFA. Ook geeft hij scheidsrechterscursussen. Sinds september 2011 is hij als scheidsrechterbaas aan gesteld door de Cypriotische voetbalbond.